# Rocky Marciano
Rocky Marciano (Brockton, Massachusetts, 1 de setembre de 1923 - Newton, Iowa, 1 d'agost de 1969) fou un boxejador estatunidenc.
El seu veritable nom era Rocco Marchigiano i era fill d'un italià que havia emigrat als Estats Units per treballar en una fàbrica de sabates. No obstant això, la situació econòmica dels Marchigiano era precària i el petit Rocco, com a primogènit de la família, aviat haurà de contribuir amb el seu treball al sosteniment de la família. Així deixarà els estudis essent encara molt jove per a exercir les més diverses feines: rentaplats, mosso de càrrega i descàrrega a una fàbrica de cerveses, recader, ajudant de xofer, etc. Mentrestant, en aquests primers anys no és la boxa l'esport que més li agrada, sinó el beisbol: amb només quinze anys va arribar a jugar en l'equip professional dels American Legion, cobrant deu dòlars per partit. També el futbol va ser el seu segon esport preferit, sens dubte per influència dels seus progenitors.
Amb divuit anys decideix anar-se'n a Nova York a la recerca d'una millor vida. Allà entrarà en contacte amb un gran preparador, Goldman, amb el qual comença a entrenar. Els seus primers combats eren desesperants, ja que encara que Rocky Marciano era molt fort, Goldman "no aconseguia ficar-li al cap l'art de boxejar".
Poc temps després, comença la Segona Guerra Mundial i Rocco és reclutat per a participar-hi. El seu servei militar serà l'empenta definitiva per a la seva incipient carrera com a boxejador, ja que hi va participar en exhibicions per a divertir els soldats que lluitaven a Europa. Quan acaba la guerra torna amb en Goldman, però ja no és el mateix. Ha evolucionat, tant físicament com a psicològicament. El seu nom l'ha americanitzat (en aquest moments, 1947, es farà dir Rocky March) i es presenta a la competició més important d'aficionats: The Golden Gloves (Els Guants d'Or). Preparant aquesta competició s'enfrontarà per primera vegada a un professional, Lee Eperson, derrotant-lo per KO al tercer assalt. A continuació, s'imposa amb facilitat, per davant dels altres participants, en la competició abans esmentada.
L'any 1948, de la mà del seu mentor (Al Weill) passa al professionalisme. El seu primer combat és el 12 de juliol contra Harry Balzerian al que derrota per fora de combat en el primer assalt. Després seguirien 14 combats més guanyats per KO (nou en el primer assalt). Gairebé tots els combats són a la ciutat de Providence, petit poble d'uns 50.000 habitants que l'acollirà i a on s'establirà. El combat número setze serà el primer en el qual el seu contrincant aguanti tots els assalts i la seva victòria s'hagi de decidir per punts.
Rocky Marciano -ja havia adoptat aquest nom-, que sempre sentia llàstima de les seves víctimes quan les castigava en els quadrilàters, de mica en mica s'aniria convertint en "l'esperança blanca" en decidir posar-se la faixeta de campió del món dels pesos pesants, dominat tradicionalment pels boxadors de raça negra.
La seva fama serà enorme quan guanyi l'any 1950 a l'imbatut Roland LaStarza al Madison Square Garden. L'any següent va derrotar de forma espectacular, per fora de combat en el vuitè assalt a Nova York a l'ex campió Joe Louis, que després d'això es retiraria.
El 23 de setembre de 1952 es proclama, per fi, campió del món, en vèncer a Filadèlfia (Pennsilvània) Joe "Jersey" Walcott per KO en el tretzè assalt, després d'haver caigut Rocky en el primer assalt. Alguns cronistes diuen que Walcott s'havia aplicat un ungüent per a no ésser vist.
Des d'aquesta data i fins al 1956 realitza sis defenses del títol, totes elles victorioses. En aquest darrer any es va retirar, avorrit, perquè no tenia rivals, després d'haver disputat quaranta-nou combats com a professional, tots ells guanyadors (sis als punts). El 1959 va ser inclòs en la llista del Saló de la Fama dels Boxejadors.
Va morir el 31 d'agost de 1969, el dia abans de complir quaranta-sis anys en un accident d'aviació a Newton (Iowa). Va deixar vídua, Barbara Cousens, amb qui s'havia casat el 1951, i una filla.
Dies després de la seva mort, i amb l'ajut d'ordinadors, es va disputar un combat de laboratori entre Rocky Marciano i el llavors també imbatut Cassius Clay al que "va guanyar" abans del límit.

## Registre professional
| 49 victòries (43 knocauts), 0 derrotes |          |        |                        |       |               |                   |                                                             |                                                               |
| No.                                    | Resultat | Rècord | Oponent                | Tipus | Ronda, temps  | Data              | Locatzació                                                  | Notes                                                         |
| 49                                     | Victòria | 49–0   | Archie Moore           | KO    | 9 (15), 1:19  | setembre 21, 1955 | Yankee Stadium, ciutat de Nova York, Nova York, EE.UU       | Conservant els títols de pesos pesants NYSAC, NBA, i The Ring |
| 48                                     | Victòria | 48–0   | Don Cockell            | TKO   | 9 (15), 0:54  | maig 16, 1955     | Estadi Kezar, San Francisco, Califòrnia, EE.UU              | Conservant els títols de pesos pesants NYSAC, NBA, i The Ring |
| 47                                     | Victòria | 47–0   | Ezzard Charles         | KO    | 8 (15), 2:36  | setembre 17, 1954 | Yankee Stadium, ciutat de Nova York, New York, EE.UU        | Conservant els títols de pesos pesants NYSAC, NBA, i The Ring |
| 46                                     | Victòria | 46–0   | Ezzard Charles         | UD    | 15            | juny 17, 1954     | Yankee Stadium, ciutat de Nova York, New York, EE.UU        | Conservant els títols de pesos pesants NYSAC, NBA, i The Ring |
| 45                                     | Victòria | 45–0   | Roland La Starza       | TKO   | 11 (15)       | setembre 24, 1953 | Polo Grounds, ciutat de Nova York, New York, EE.UU          | Conservant els títols de pesos pesants NYSAC, NBA, i The Ring |
| 44                                     | Victòria | 44–0   | Jersey Joe Walcott     | KO    | 1 (15), 2:25  | maig 15, 1953     | Chicago Stadium, Chicago, Illinois, EE.UU                   | Conservant els títols de pesos pesants NYSAC, NBA, i The Ring |
| 43                                     | Victòria | 43–0   | Jersey Joe Walcott     | KO    | 13 (15), 0:43 | setembre 23, 1952 | Municipal Stadium, Philadelphia, Pennsylvania, EE.UU        | Va guanyar el NYSAC, NBA, The Ring                            |
| 42                                     | Victòria | 42–0   | Harry Matthews         | KO    | 2 (10), 2:04  | juliol 28, 1952   | Yankee Stadium, ciutat de Nova York, New York, EE.UU        |                                                               |
| 41                                     | Victòria | 41–0   | Bernie Reynolds        | KO    | 3 (10), 2:21  | maig 12, 1952     | Auditorium, Providence, Rhode Island, EE.UU                 |                                                               |
| 40                                     | Victòria | 40–0   | Gino Buonvino          | KO    | 2 (10), 1:35  | abril 21, 1952    | Auditorium, Providence, Rhode Island, EE.UU                 |                                                               |
| 39                                     | Victòria | 39–0   | Lee Savold             | RTD   | 6 (10), 3:00  | febrer 13, 1952   | Convention Hall, Philadelphia, Pennsylvania, EE.UU          |                                                               |
| 38                                     | Victòria | 38–0   | Joe Louis              | TKO   | 8 (10)        | octubre 26, 1951  | Madison Square Garden, ciutat de Nova York, New York, EE.UU |                                                               |
| 37                                     | Victòria | 37–0   | Freddie Beshore        | KO    | 4 (10), 0:50  | agost 27, 1951    | Boston Garden, Boston, Massachusetts, EE.UU                 |                                                               |
| 36                                     | Victòria | 36–0   | Rex Layne              | KO    | 6 (10), 0:35  | juliol 12, 1951   | Madison Square Garden, ciutat de Nova York, New York, EE.UU |                                                               |
| 35                                     | Victòria | 35–0   | Willis Applegate       | UD    | 10            | abril 30, 1951    | Auditorium, Providence, Rhode Island, EE.UU                 |                                                               |
| 34                                     | Victòria | 34–0   | Art Henri              | TKO   | 9 (10), 2:51  | març 26, 1951     | Auditorium, Providence, Rhode Island, EE.UU                 |                                                               |
| 33                                     | Victòria | 33–0   | Harold Mitchell        | TKO   | 2 (10), 2:45  | març 20, 1951     | Auditorium, Hartford, Connecticut, EE.UU                    |                                                               |
| 32                                     | Victòria | 32–0   | Keene Simmons          | TKO   | 8 (10), 2:54  | gener 29, 1951    | Auditorium, Providence, Rhode Island, EE.UU                 |                                                               |
| 31                                     | Victòria | 31–0   | Bill Wilson            | TKO   | 1 (10), 1:50  | desembre 18, 1950 | Auditorium, Providence, Rhode Island, EE.UU                 |                                                               |
| 30                                     | Victòria | 30–0   | Ted Lowry              | UD    | 10            | novembre 13, 1950 | Auditorium, Providence, Rhode Island, EE.UU                 |                                                               |
| 29                                     | Victòria | 29–0   | Johnny Shkor           | TKO   | 6 (10), 1:28  | setembre 18, 1950 | Auditorium, Providence, Rhode Island, EE.UU                 |                                                               |
| 28                                     | Victòria | 28–0   | Gino Buonvino          | TKO   | 10 (10), 0:25 | juliol 10, 1950   | Braves Field, Boston, Massachusetts, EE.UU                  |                                                               |
| 27                                     | Victòria | 27–0   | Eldridge Eatman        | TKO   | 3 (10)        | juny 5, 1950      | Auditorium, Providence, Rhode Island, EE.UU                 |                                                               |
| 26                                     | Victòria | 26–0   | Roland La Starza       | SD    | 10            | març 24, 1950     | Madison Square Garden, ciutat de Nova York, New York, EE.UU |                                                               |
| 25                                     | Victòria | 25–0   | Carmine Vingo          | KO    | 6 (10), 1:46  | desembre 30, 1949 | Madison Square Garden, ciutat de Nova York, New York, EE.UU |                                                               |
| 24                                     | Victòria | 24–0   | Phil Muscato           | TKO   | 5 (10), 1:15  | desembre 19, 1949 | Auditorium, Providence, Rhode Island, EE.UU                 |                                                               |
| 23                                     | Victòria | 23–0   | Pat Richards           | TKO   | 2 (8), 0:39   | desembre 2, 1949  | Madison Square Garden, ciutat de Nova York, New York, EE.UU |                                                               |
| 22                                     | Victòria | 22–0   | Joe Dominic            | KO    | 2 (10), 2:26  | novembre 7, 1949  | Auditorium, Providence, Rhode Island, EE.UU                 |                                                               |
| 21                                     | Victòria | 21–0   | Ted Lowry              | UD    | 10            | octubre 10, 1949  | Auditorium, Providence, Rhode Island, EE.UU                 |                                                               |
| 20                                     | Victòria | 20–0   | Tommy DiGiorgio        | KO    | 4 (10), 2:04  | setembre 26, 1949 | Auditorium, Providence, Rhode Island, EE.UU                 |                                                               |
| 19                                     | Victòria | 19–0   | Pete Louthis           | KO    | 3 (10)        | agost 16, 1949    | New Page Arena, New Bedford, Massachusetts, EE.UU           |                                                               |
| 18                                     | Victòria | 18–0   | Harry Haft             | KO    | 3 (10), 2:21  | juliol 18, 1949   | Auditorium, Providence, Rhode Island, EE.UU                 |                                                               |
| 17                                     | Victòria | 17–0   | Don Mogard             | UD    | 10            | maig 23, 1949     | Auditorium, Providence, Rhode Island, EE.UU                 |                                                               |
| 16                                     | Victòria | 16–0   | Jimmy Evans            | TKO   | 3 (10)        | maig 2, 1949      | Auditorium, Providence, Rhode Island, EE.UU                 |                                                               |
| 15                                     | Victòria | 15–0   | Jimmy Walls            | KO    | 3 (10), 2:44  | abril 11, 1949    | Auditorium, Providence, Rhode Island, EE.UU                 |                                                               |
| 14                                     | Victòria | 14–0   | Artie Donato           | KO    | 1 (10), 0:33  | març 28, 1949     | Auditorium, Providence, Rhode Island, EE.UU                 |                                                               |
| 13                                     | Victòria | 13–0   | Johnny Pretzie         | TKO   | 5 (10), 1:46  | març 21, 1949     | Auditorium, Providence, Rhode Island, EE.UU                 |                                                               |
| 12                                     | Victòria | 12–0   | Gilley Ferron          | TKO   | 2 (6), 2:21   | desembre 14, 1948 | Convention Hall, Philadelphia, Pennsylvania, EE.UU          |                                                               |
| 11                                     | Victòria | 11–0   | James Patrick Connolly | TKO   | 1 (8), 1:57   | novembre 29, 1948 | Auditorium, Providence, Rhode Island, EE.UU                 |                                                               |
| 10                                     | Victòria | 10–0   | Bob Jefferson          | TKO   | 2 (6), 2:30   | octubre 4, 1948   | Auditorium, Providence, Rhode Island, EE.UU                 |                                                               |
| 9                                      | Victòria | 9–0    | Gilbert Cardone        | KO    | 1 (4), 0:36   | setembre 30, 1948 | Uline Arena, Washington, D.C., EE.UU                        |                                                               |
| 8                                      | Victòria | 8–0    | Bill Hardeman          | KO    | 1 (6)         | setembre 20, 1948 | Auditorium, Providence, Rhode Island, EE.UU                 |                                                               |
| 7                                      | Victòria | 7–0    | Humphrey Jackson       | KO    | 1 (6), 1:08   | setembre 13, 1948 | Auditorium, Providence, Rhode Island, EE.UU                 |                                                               |
| 6                                      | Victòria | 6–0    | Jimmy Weeks            | TKO   | 1 (6), 2:50   | agost 30, 1948    | Auditorium, Providence, Rhode Island, EE.UU                 |                                                               |
| 5                                      | Victòria | 5–0    | Eddie Ross             | KO    | 1 (6), 1:03   | agost 23, 1948    | Auditorium, Providence, Rhode Island, EE.UU                 |                                                               |
| 4                                      | Victòria | 4–0    | Bobby Quinn            | KO    | 3 (4), 0:22   | agost 9, 1948     | Auditorium, Providence, Rhode Island, EE.UU                 |                                                               |
| 3                                      | Victòria | 3–0    | John Edwards           | KO    | 1 (4), 1:19   | juliol 19, 1948   | Auditorium, Providence, Rhode Island, EE.UU                 |                                                               |
| 2                                      | Victòria | 2–0    | Harry Bilazarian       | TKO   | 1 (4)         | juliol 12, 1948   | Auditorium, Providence, Rhode Island, EE.UU                 |                                                               |
| 1                                      | Victòria | 1–0    | Lee Epperson           | KO    | 3 (4), 0:42   | març 17, 1947     | Valley Arena Gardens, Holyoke, Massachusetts, EE.UU         |                                                               |